# Lista orașelor din Canada
Aceasta este o listă incompletă a principalelor orașe din Canada. 

## Alberta
- Calgary
- Edmonton - capitală provincială

## Columbia Britanică
- Prince George
- Vancouver
- Victoria - capitală provincială

## Manitoba
- Winnipeg - capitală provincială

## Noul Brunswick
- Fredericton, Noul Brunswick - capitală provincială
- Moncton, Noul Brunswick
- Saint John, Noul Brunswick

## Newfoundland și Labrador
- St. John's - capitală provincială

## Noua Scoție
- Halifax - capitală provincială

## Nunavut
- Iqualit - capitală teritorială

## Ontario
- Hamilton
- London
- Ottawa - capitală federală
- Toronto - capitală provincială

## Insula Prințului Edward
- Charlottetown - capitală provincială

## Québec
- Montreal
- Québec - capitală provincială

## Saskatchewan
- Regina - capitală provincială
- Saskatoon

## Teritoriile de Nordvest
- Yellowknife - capitală teritorială

## Yukon
- Whitehorse - capitală teritorială